# Бугенвілія
Бугенвілія (Bougainvillea) — рід вічнозелених рослин родини ніктагінові (Nyctaginaceae). Поширені у Південній Америці.

## Назва
Рід названо на честь Луї Антуана де Бугенвіля (1729—1811), французького мандрівника, керівника першої французької навколосвітньої експедиції, члена Паризької Академії наук.

## Біологічний опис
Представники роду — вічнозелені кучеряві чагарники, іноді невисокі дерева. Рослини у природі досягають висоти 5 метрів.
Листки послідовні, з цільними краями.
Квітки дрібні, малопомітні, укладені у яскраво забарвлені (зазвичай у пурпуровий колір) широкі приквітки, які і визначають декоративну цінність представників цього роду.
Родом бугенвілія з Бразилії. Там її зростання і цвітіння не припиняється ні на один день, рослина здатна витримати зниження температури повітря до 5 градусів, якщо ж буде холодніше, то вона може загинути.

## Використання
Деякі види культивують як кімнатні або оранжерейні рослини, це стосується у першу чергу бразильських видів Бугенвілія гола (Bougainvillea glabra) і Бугенвілія чудова (Bougainvillea spectabilis). Рослини легко розмножуються живцями, швидко ростуть.

## Галерея

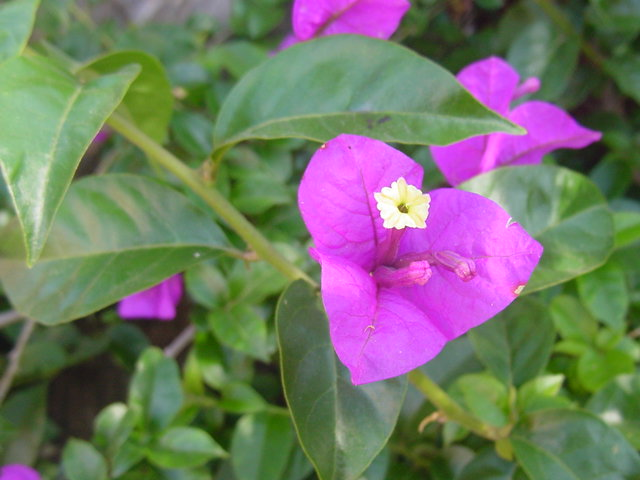
Пурпурова бугенвілія
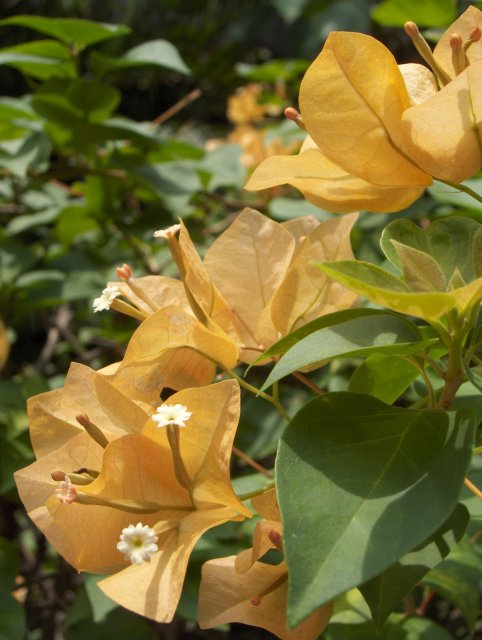
Жовта бугенвілія
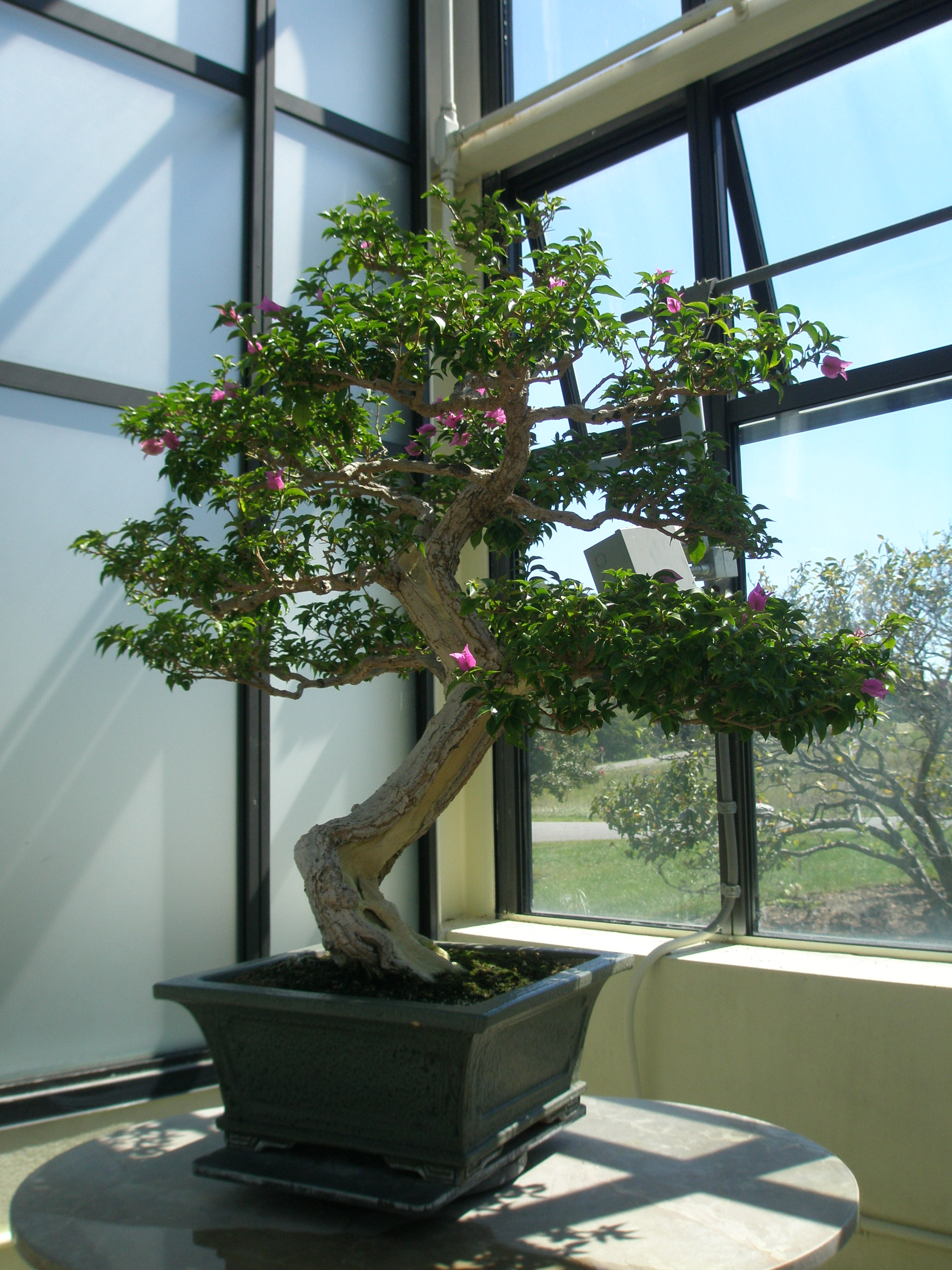
Бугенвілія, вирощена у вигляді бонсай
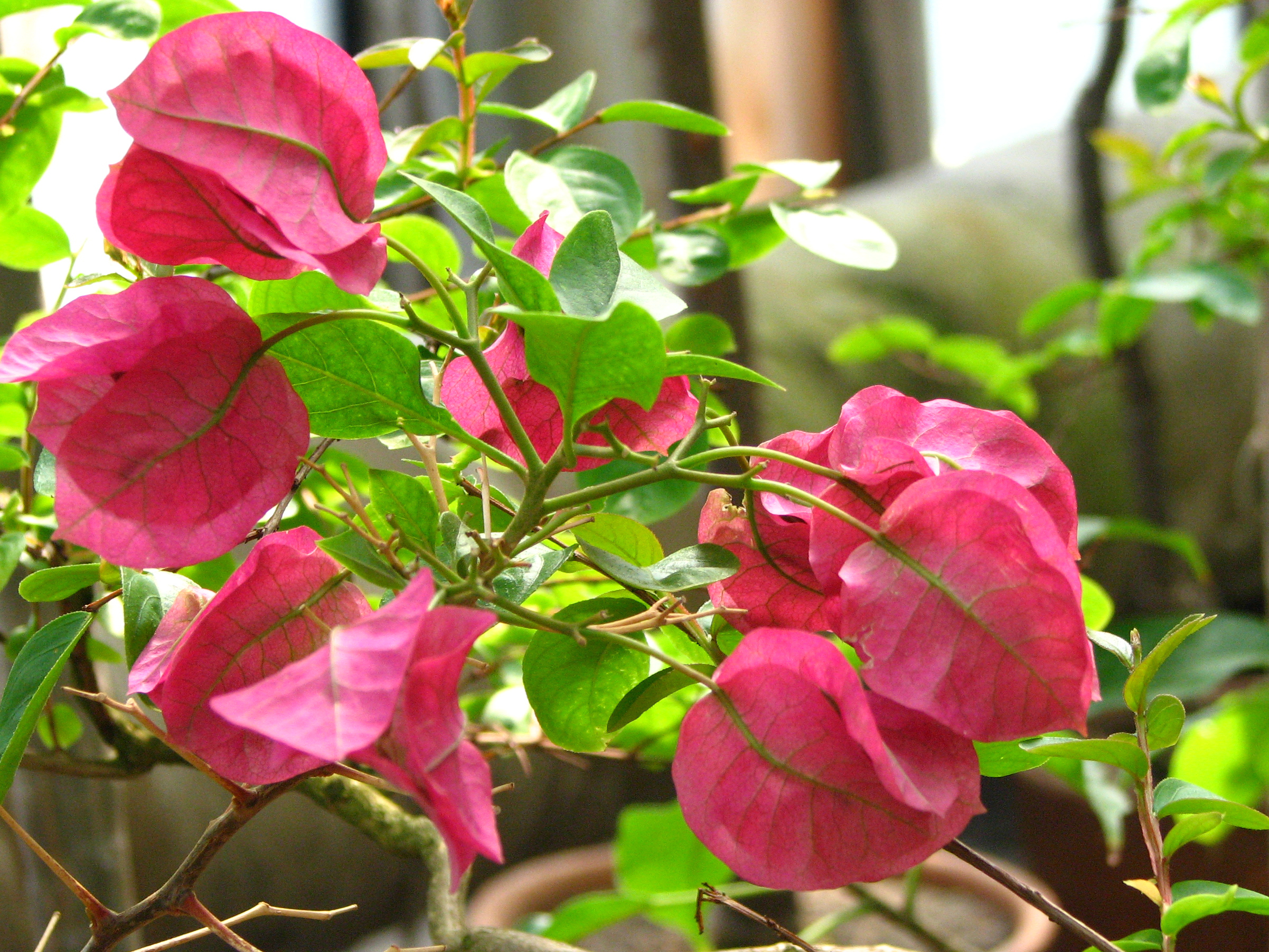
Бугенвілія гола у ботанічному саду (Санкт-Петербург)